# 五合乡 (腾冲市)
五合乡，是中华人民共和国云南省保山市腾冲市下辖的一个乡镇级行政单位。

## 行政区划
五合乡下辖以下地区：
腊勐社区村、五合村、鹿山村、老寨村、那弄村、象山社区村、丙弄村、联盟村、整顶村、腾朗村、花寨村、金塘村和官田村。

## 中国传统村落
2013年8月，帕连寨村、杨家寨村、小地方村、元甫村、丙弄寨村被评为第二批中国传统村落。